# Pierre Bergé
Pierre Bergé (ur. 14 listopada 1930 w Oléron, zm. 8 września 2017 w Saint-Rémy-de-Provence) – francuski przemysłowiec oraz mecenas. Był współzałożycielem domu mody Yves Saint Laurent SAS i partnerem życiowym oraz wieloletnim partnerem biznesowym projektanta mody Yves’a Saint Laurenta.
Bergé spotkał Saint Laurenta w 1958 roku. Zakochali się w sobie i razem rozpoczęli działalność jako Yves Saint Laurent SAS w 1961 roku.
Bergé był właścicielem miesięcznika dla gejów „Têtu” w latach 1995–2013. W 2010 roku przejął kontrolę nad dziennikiem „Le Monde”, wspólnie z Xavierem Nielem i Matthieu Pigasse’em w drodze podwyższenia kapitału.